# Élection gouvernorale de 2009 en Virginie
L’élection gouvernorale de 2009 en Virginie  a lieu le 3 novembre 2009 afin d'élire le gouverneur de l'État américain de Virginie. 
Le scrutin donne lieu à une alternance au poste de gouverneur. En effet, l'ancien procureur général républicain de Virginie Bob McDonnell est élu pour succéder au démocrate Tim Kaine, qui ne pouvait pas se représenter.

## Contexte
En Virginie, le Gouverneur est élu pour un mandat de quatre ans non renouvelable.
Ce scrutin sera également un précieux indicateur de l'état d'esprit de l'électorat pour Barack Obama, dans la mesure où il a remporté cet État avec 52,6 % des voix en novembre dernier, alors que la Virginie avait boudé les démocrates depuis 1964.
La Virginie possède également la particularité, depuis 1977, d'élire un gouverneur appartenant au parti opposé à celui du locataire de la Maison Blanche. Ainsi, il était républicain sous la présidence de Bill Clinton (1993-2001), puis démocrate pendant les années George W. Bush (2001-2009).
La Virginie avait, certes, voté à 52,6 % en faveur de Barack Obama à l'élection présidentielle. « Ce n'est plus un État sudiste », s'était alors exclamé Robert Lang, un professeur de l'université Virginia Tech. Mais l'élection de mardi a montré, qu'au niveau local, la Virginie reste massivement hostile au « progressisme ». Le vainqueur, Bob McDonnell, appartient d'ailleurs à l'aile la plus conservatrice du Parti républicain. Il l'a emporté avec 58 % des suffrages sur son adversaire, Creigh Deeds, lui-même démocrate conservateur.
Ce revers des démocrates est imputé au manque de mobilisation des non-blancs et des jeunes, qui avaient fait le succès d'Obama en novembre dernier ; les électeurs indépendants qui avaient voté en majorité pour Obama penchent désormais du côté des républicains. Ces derniers voient d'ailleurs dans ces résultats une sanction à la politique du président. 

## Candidats

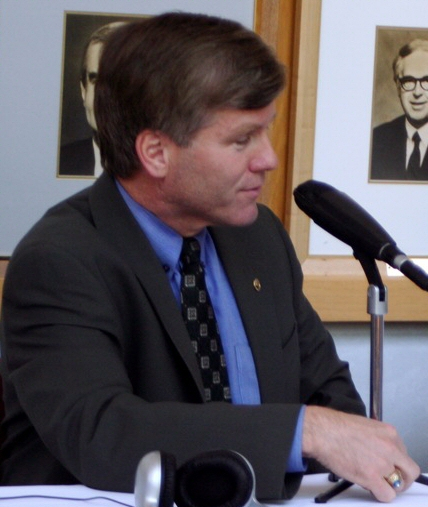
Bob McDonnell, Ancien Procureur général de Virginie
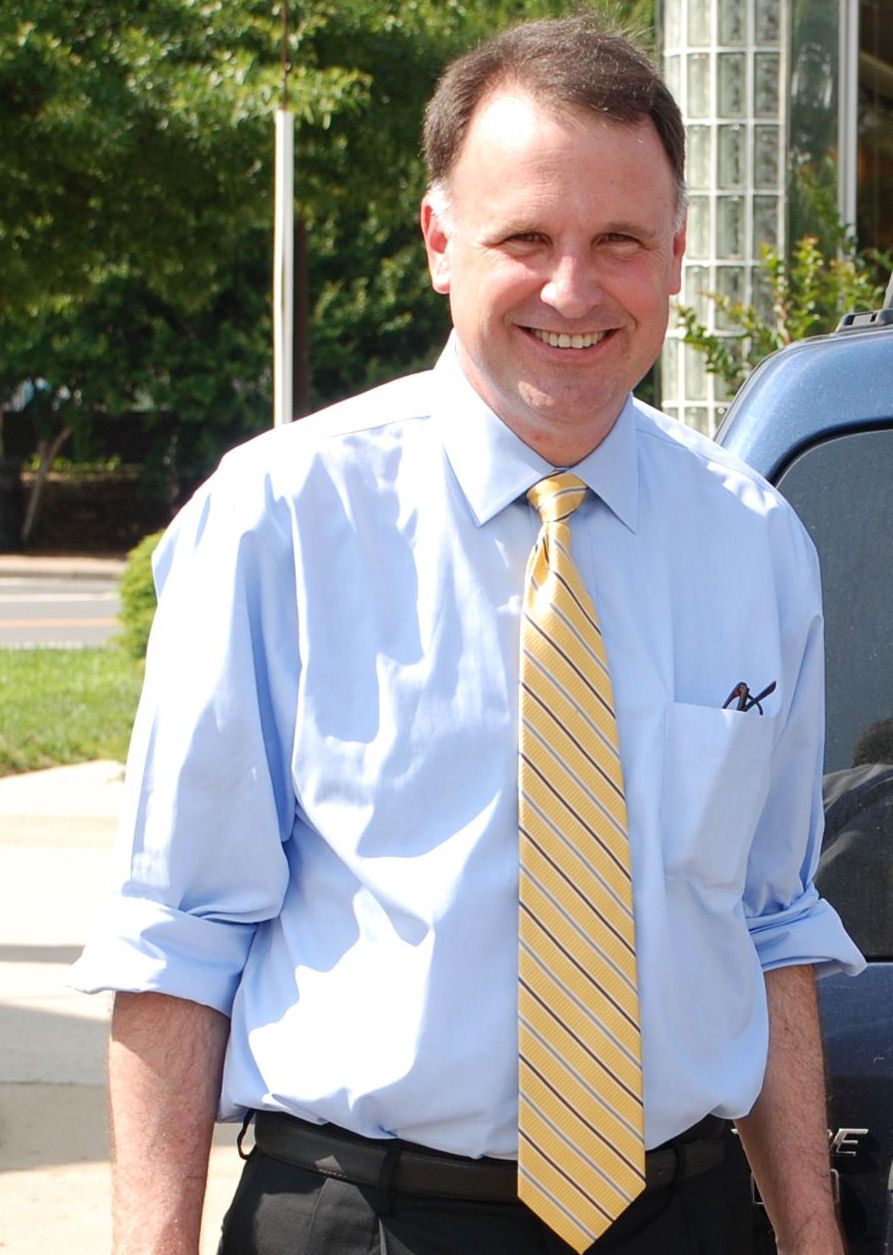
Creigh Deeds, Membre du Sénat de Virginie

## Résultats

### Élections primaires

#### Parti républicain
Aucune primaire n'a eu lieu chez les républicains, Bob McDonnell étant le seul candidat.

#### Parti démocrate
| Résultats | Résultats       | Résultats       | Résultats | Résultats | Résultats |
| Partis    | Partis          | Candidats       | Voix      | %         |           |
| --------- | --------------- | --------------- | --------- | --------- | --------- |
|           | Parti démocrate | Creigh Deeds    | 158 883   | 49,77 %   |           |
|           | Parti démocrate | Terry McAuliffe | 84 403    | 26,44 %   |           |
|           | Parti démocrate | Brian Moran     | 75 938    | 23,79 %   |           |

### Élection générale
| Résultats | Résultats         | Résultats     | Résultats | Résultats | Résultats |
| Partis    | Partis            | Candidats     | Voix      | %         |           |
| --------- | ----------------- | ------------- | --------- | --------- | --------- |
|           | Parti républicain | Bob McDonnell | 1 163 651 | 58,62 %   |           |
|           | Parti démocrate   | Creigh Deeds  | 818 950   | 41,26 %   |           |